# La Valla-sur-Rochefort
La Valla-sur-Rochefort là một xã trong tỉnh Loire miền trung nước Pháp.